# Korsholms län

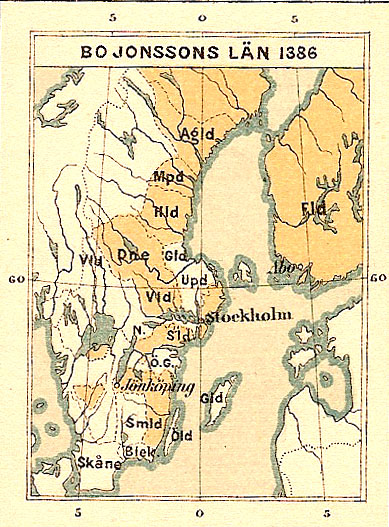
Korsholms län utgjordes av Bo Jonssons förläningar på ömse sidor om Norra Kvarken och Bottenviken.

Korsholms län (finska: Korsholman linnalääni, uttalas Korshólm) var ett medeltida svenskt slottslän som existerade från 1360-talet till 1441 och som omfattande områden på båda sidor om Norra Kvarken och Bottenviken, från Umeå socken i väster till Mustasaari socken vid den nuvarande finländska staden Vasa i öster. Länet styrdes från Korsholms slott, som låg på Korsholms vallar i det som numera är Gamla Vasa, en av staden Vasas stadsdelar. 

## Geografisk utsträckning

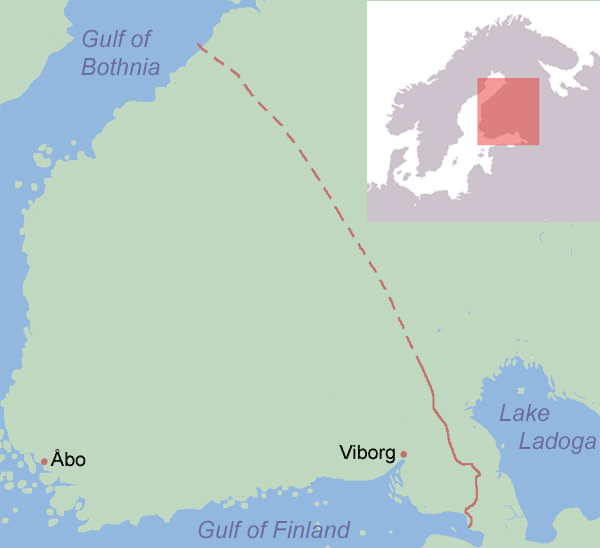
Gränsen mellan Sverige och Novgorod som den fastställdes i Nöteborgstraktaten 1323, enligt Jarl Galléns tolkning.

Korsholms län omfattade områden på båda sidor om Norra Kvarken och Bottenviken, men den exakta utsträckningen var oklar. Det svenska rikets första gräns mot öster hade fastställts 1323 i Nöteborgstraktaten, enligt vilken gränsen slutade vid Pyhäjoki älv i Österbotten. På västra sidan fanns ingen definierad gräns och det antas att området kring Bottenviken var ett slags allmänning. Sverige betraktade dock området som sitt och började snart beskatta det, vilket kommer till uttryck i Eriks av Pommern skattebok från 1413 där Korsholms län omfattar socknarna Mustasaari, Kyro och Kemi i nuvarande Finland samt Torneå, Luleå, Piteå, Skellefteå, Lövånger, Bygdeå och Umeå i nuvarande Sverige. Ryssarna accepterade dock inte den tolkningen och gjorde angrepp mot norra Österbotten ända fram till 1480- och 1490-talen.

## Bo Jonsson Grip skapar Korsholms län
Korsholms län tillkom som en följd av anläggandet av Korsholms slott, vilket troligen skedde i slutet av 1360-talet av den svenske kungen Albrekt av Mecklenburg. Den förste innehavaren av Korsholms län var adelsmannen Bo Jonsson (Grip), som blev kung Albrekts högste ombudsman. Bo Jonsson innehade ett stort antal förläningar, bland annat hela Finland och det så kallade Stor-Hälsingland (motsvarande ungefär dagens Hälsingland, Ångermanland, Medelpad och södra Västerbotten eller så långt norrut den svenska bebyggelsen sträckte sig längs kusten). Bo Jonsson behärskade således kustlandet på ömse sidor om Norra Kvarken och skötte detta område som ett enda län, Korsholms län, vilket bröt det gamla administrativa sambandet med Hälsingland. I kyrkligt hänseende var området dock delat mellan Uppsala ärkestift och Åbo stift genom en gräns som 1377 fastställdes vid Ule älv.
Bo Jonsson var inte själv verksam på Korsholms slott utan tillsatte den svenske riddaren Filpus (Filip) Karlsson som fogde. Denne omnämns bland annat i handlingar från tinget i Torneå 1386 och fortsatte att förvalta Korsholms län även efter Bo Jonssons död samma år.

## Vitaliebröderna tar över
Efter Bo Jonssons död försökte kung Albrekt dra in hans förläningar och gods till kronan. De stormän som skulle verkställa Bo Jonssons testamente vände sig då till drottning Margareta i Danmark med bön om hjälp, Albrekt togs till fånga och Margareta tillträdde som drottning 1389. Sedan Albrekt släppts fri 1395 försökte han återta makten med hjälp av de så kallade vitaliebröderna som upprättade ett sjörövarvälde över Östersjön. De intog alla de viktigaste fästena på båda sidor om Bottenviken, däribland Korsholms slott i mitten av 1390-talet. År 1398 träffade vitaliebröderna en förlikning med drottning Margareta om att till henne avträda Korsholm "med Norrabotnen med all de län, därintill ligger" senast 20 april 1399. Därmed återgick Bo Jonssons förläning i norr till kronan. Som befallningsman på slottet satte Margareta in den före detta vitaliebrodern Otte Peccatel.

## Nils Gustafsson som länsherre
Sedan Otte Peccatel avlidit, troligen på 1410-talet, lämnades Korsholm som förläning till Nils Gustafsson (Rossviksätten), även kallad Nils Gustafsson Båt. Under sin tid som länsherre fungerade Nils Gustafsson som domare över såväl nuvarande norra Finland som norra Sverige. Bland annat höll han lagmansting i Piteå 1424 och stadfäste då birkarlarnas rättigheter i samband med handeln med samerna.
Nils Gustafsson gifte sig 1428 med Birgitta Ottesdotter Peccatel, sannolikt dotter till Otte Peccatel, och lät under 1430-talet sonen Erik Puke ta över förvaltningen av Korsholms län. Både far och son deltog i Engelbrektsupproret 1434–1436, Erik Puke tillsammans med folk från Korshoms län. Under Erik Pukes bortavaro fungerade Elof Djäkn som dennes ställföreträdare på slottet. Sedan kung Erik avsatts fortsatte Erik Puke att förvalta förläningen fram till början av 1437, då rivaliteten med Karl Knutsson (Bonde) ledde till pukefejden, som slutade med Erik Pukes avrättning. Korsholms län förblev Nils Gustafssons fram till dennes död 1440.

## Länets delning

Slottslän i Finland 1595–1634

Efter Nils Gustafssons död begärde Karl Knutsson Bonde hela Finland, inklusive Korsholm, som livstidsförläning, och i juli 1441 fick denne "all riksens slott i Österland". Hans gamle motståndare Krister Nilsson (Vasa) lyckades dock beröva Karl Knutsson större delen av hans förläning. I den förlikning som träffades mellan Krister Nilsson och Karl Knutsson 1441 delades Korsholms län i en västlig och en östlig del längs gränsen mellan Uppsala och Åbo stift vid älven Kaakamojoki, så att enbart områden öster om Kaakamojoki i nuvarande Finland därefter lydde under Korsholm. Det blev därefter allt vanligare att kalla den östra delen (i nuvarande Finland) för Österbotten och den västra delen (i nuvarande Sverige) för Norrbotten eller så småningom Västerbotten. Även senare förekom det att namnet Korsholms län användes på ett sådant sätt att det är oklart om det omfattade området på svenska sidan eller ej, men det troliga är att Norrbotten (Västerbotten) hädanefter lydde direkt under kronan.
Så sent som 1569 använde Västerbottens allmoge ett sigill för Korsholms härads västra del (provincie Corsholms partis occidentalis) som besegling vid undertecknandet av ständernas försäkran till Johan III. Sigillet visar en man som blir anfallen av två björnar.

## Ett nytt Korsholms län?

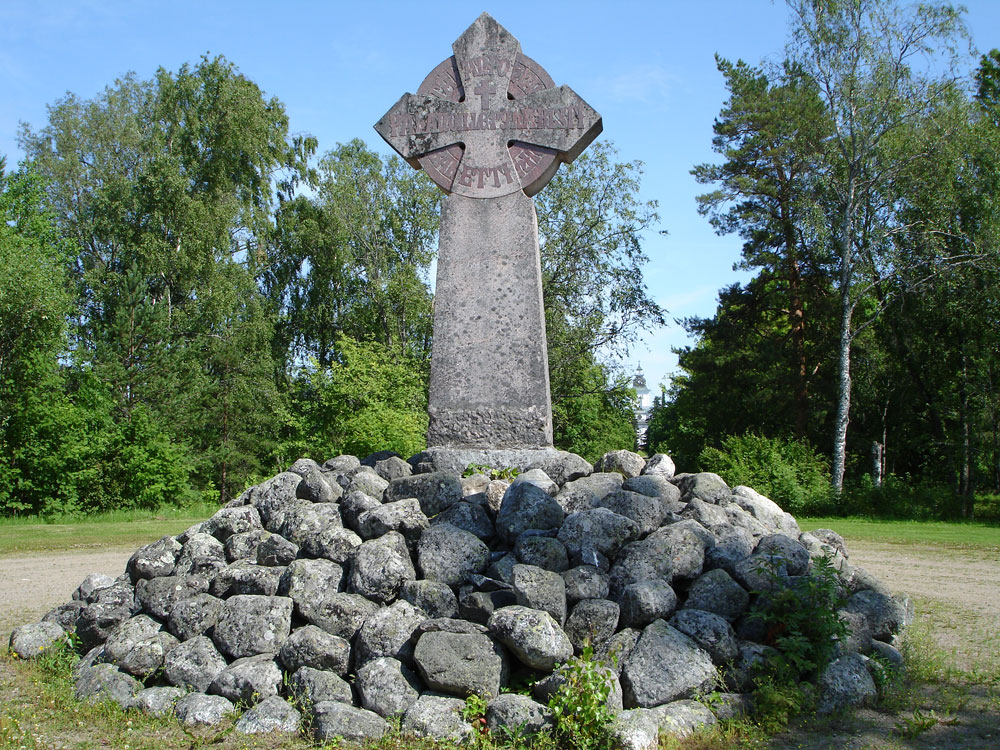
Minnesmärke på Korsholms vallar där Korsholms slott låg.

År 1918 föreslogs att de svensk- och tvåspråkiga delarna av Vasa län skulle sammanföras till ett särskilt län med namnet Korsholms län. Förslaget gick inte igenom men aktualiserades flera gånger, senast våren 1955.